# Prezidentas Smetona
La Prezidentas Smetona fu un dragamine della classe Minensuchboot 1916, prima ed unica unità navale operativa della marina lituana durante il periodo della prima indipendenza della nazione (1918-1940). Varata nell'ottobre del 1917 con il nome di M59, partecipò alle fasi finali della prima guerra mondiale con la Kaiserliche Marine tedesca, venendo poi venduta alla Lituania nel 1922; nel giugno del 1940, con l'occupazione del paese da parte dell'Unione Sovietica, la nave passò alla Flotta del Baltico della Voenno Morskoj Flot SSSR, prestando servizio durante la seconda guerra mondiale sotto il nome prima di Pirmūnas e poi di Korall. La nave andò perduta l'11 gennaio 1945 al largo dell'isola di Aegna, nel Golfo di Finlandia, per cause non chiare: secondo alcune fonti per l'urto con una mina, secondo altre per essere stata silurata dal sommergibile tedesco U-745.

## Storia
Impostata nel 1914 nei cantieri Seebeckwerft di Bremerhaven, la nave venne varata il 31 ottobre 1917 con il nome di M59, entrando poi in servizio il 30 novembre seguente; il 2 agosto 1922 la nave fu venduta alla Lituania per la cifra di 289.000 litas, venendo ribattezzata Prezidentas Smetona (in onore di Antanas Smetona, primo presidente della Lituania indipendente) e divenendo la prima unità operativa della neonata marina nazionale: oltre che nel suo ruolo di dragamine, durante questo periodo servì anche come nave pattuglia per il controllo delle acque territoriali lituane, come nave scuola e come yacht presidenziale. La marina lituana aveva in progetto di acquistare altre unità nel periodo 1939-1940, ma con la cessione del territorio di Memel alla Germania nel marzo del 1939 la nazione perse gran parte del suo sbocco al mare e tali piani furono accantonati; con l'occupazione sovietica delle repubbliche baltiche nel giugno del 1940 la Lituania venne annessa all'Unione Sovietica e le sue forze armate sciolte.
La Prezidentas Smetona passò alla marina sovietica che la ribattezzò Pirmūnas; nell'agosto del 1940 la nave fu trasferita al 2º Distaccamento del Baltico della sezione navale dell'NKVD, dove assunse il nome di Korall e venne riconvertita in pattugliatore. Il 22 giugno 1941, con l'inizio dell'invasione tedesca dell'URSS, la nave venne ritrasferita alla marina militare riacquisendo il suo precedente ruolo di dragamine, prestando poi servizio nel Baltico per tutta la durata della guerra. Alle 10:25 dell'11 agosto 1945, poco dopo aver lasciato il porto di Helsinki insieme ad alcuni rimorchiatori, la Korall affondò dopo essere stata oggetto di un'esplosione, poco al largo dell'isola estone di Aegna; le cause dell'affondamento non sono chiare, venendo attribuite da taluni all'urto con una mina e da altri al sommergibile tedesco U-745, che in quel momento aveva lanciato due siluri contro il piccolo convoglio sovietico. Il relitto venne individuato nel 2007 dalle autorità estoni, circa 35 chilometri dal porto di Tallinn ad una profondità di 80 metri.